# غالين ويستون جونيور
غالين ويستون جونيور هو رائد أعمال ورئيس مجلس الإدارة وكبير الإداريين التنفيذيين كندي، ولد في 19 ديسمبر 1972 في دبلن في جمهورية أيرلندا.